# 萬年 (大字)
萬年，是臺灣彰化縣員林市的一個傳統地域名稱，位於該市南部偏西。相較於今日行政區，其範圍大致包括東和里東南部、萬年里。

## 歷史
台灣清治末期至日治初期，萬年地區為一街庄，稱為「萬年庄」，隸屬於武東堡。該庄輪廍南北狹長，西北邊一小段與員林街為界，北與三條圳庄為鄰，東與番仔崙庄、柴頭井庄南邊東側為湳雅庄，南邊西側及西邊為大饒庄。
1901年（日治明治三十四年）11月，全台廢縣廳改設二十廳，該庄隸屬於彰化廳。1903年（明治三十六年）6月，該庄編入「湳雅區」，隸屬於彰化廳。1909年（明治四十二年）10月，合併二十廳為十二廳，湳雅區改隸屬於臺中廳。1920年（大正九年），該庄改制為「萬年」大字，隸屬於臺中州員林郡員林街。
戰後員林街改制為員林鎮，隸屬於臺中縣，大字亦改制為里。1950年10月，中、彰、投分治，員林鎮改隸屬彰化縣。2015年8月，員林鎮因人口數超過新的標準而升格為員林市。

## 聚落
本地區發展較早的聚落有溝外、萬年、圳心等，在日治期初期的官方地圖上已有記載。此外，本地區尚有松子腳聚落。

## 交通
省道台76線即「東西向快速公路－漢寶草屯線」，是員林大排兩側高架道路，目前僅通行埔鹽至草屯路段，大致以西北西－東南東走向轉西北－東南走向再轉西北西－東南東走向經過本地區中部。由該道路向西北西可前往埔心、溪湖東北端、埔鹽與大村交界地帶及國道1號埔鹽系統交流道、埔鹽與秀水交界地帶、埔鹽與福興交界地帶並止於埔鹽交流道，向東南東繞大彎轉東北東可前往南投西北部、草屯西南部並止於國道3號中興系統交流道。縣道144號是與省道台76線併行的員林大排兩側平面道路。由該道路向西北西至省道台76線埔鹽交流道後可續行前往福興西北部並止於省道台61線福興交流道，向東南東可前往柴頭井並止於縣道137號路口。
縣道148號（員鹿路、民生路）是王功至草屯的道路，大致以西微南—東微北走向轉西南—東北走向再轉西微南—東微北走向經過本地區北部邊界外不遠處。由該道路向西微南可前往員林市中心南側、埔心、溪湖、芳苑等地，向東微北可前往芬園南部、草屯等地。
鄉道彰77線（萬年路二段～一段、員集路二段552巷、大饒路543巷、大饒路659巷）是員林至社頭的道路，大致以北北西—南南東走向蜿蜒經過本地區西部邊界地帶，並經過員林大排橋梁及兩岸的省道台76線高架橋／縣道144號路口、鄉道彰80線路口。由該道路向北北西可前往員林市中心東南部並止於縣道148號路口，向南南東轉西南可前往田中央與大饒交界地帶、田中央與枋橋頭交界地帶、舊社並止於鄉道彰154線路口。
鄉道彰78線（員水路二段）是員林至樟普寮的道路，大致以西北西—東南東走向蜿蜒經過本地區北部邊界地帶。由該道路向西北西可前往員林市中心東南側並止於縣道148號路口，向東南東可前往番子崙、湖水坑並止於彰化縣、南投縣邊界處。
鄉道彰80線是大溝尾至林厝的道路，大致以西南西—東北東走向轉橫向經過本地區中部偏南地帶，並經過省道台76線高架橋／縣道144號路口。由該道路向西北西可前往大饒、大饒與田中央交界地帶、田中央、田中央與崙子交界地帶、崙子與太平交界地帶、太平並止於鄉道彰87線路口，向東可前往番子崙與柴頭井交界地帶並止於縣道137號路口。

## 學校
- 員林農工
- 明倫國中